# 乃旦秋林仁波切
乃旦秋林仁波切（藏語：གནས་བརྟན་མཆོག་གླིང་རིན་པོ་ཆེ，威利转写：gnas brtan mchog gling rin po che，THL：né-ten chok-ling rin-po-ché；1973年8月10日—），舊譯涅頓秋林仁波切（仁波切親選「乃旦」為譯名），是一名不丹喇嘛，也是电影导演及演员。出生在不丹旺杜波德朗宗的一个贫穷的家庭。7岁时进入比尔的Pema Ewam Chögar Gyurme Ling僧院。他参演了宗萨蒋扬钦哲仁波切的电影《高山上的世界杯》，导演处女作则是《密勒日巴》。

## 與祖古烏金仁波切家族之關係
乃旦秋林仁波切於2001年生有一子，經認證為祖古烏金仁波切的轉世，稱為「祖古烏金揚希仁波切」。
祖古烏金仁波切的二子慈克秋林仁波切與乃旦秋林仁波切皆被視為秋吉林巴的四位化現之一。